# Jordanów
Jordanów là một thị trấn thuộc huyện Suski, tỉnh Małopolskie ở nam Ba Lan. Thị trấn có diện tích 21 km². Đến ngày 1 tháng 1 năm 2011, dân số của thị trấn là 5234 người và mật độ 249 người/km².